# Ingrid Svensdotter
Ingrid Svensdotter, död efter år 1093, var en norsk drottning, gift med kung Olav Kyrre (regent 1067-1093). 
Hon var dotter till Danmarks kung Sven Estridsson. Hennes mor var en okänd frilla. 
Hon gifte sig år 1067 med kung Olav Kyrre. Äktenskapet arrangerades som en del i en allians mellan Danmark och Norge. År 1067 förnyade Olav Kyrre det fredsavtal hans far Harald Hårdråda hade slutit med den danske kungen. I samband med detta avtal slöts en allians genom äktenskap. Som en del av giftermålet erkände Olav Kyrre Sven Estridsson som Danmarks rättmätiga kung och nedlade det norska krav på den danska kronan som hade förts av Magnus den gode, Svens företrädare. Samtidigt som Ingrid gifte sig med Olav, gifte sig Olavs syster Ingegerd Haraldsdatter med hennes bror, Svens son prins Oluf Hunger. 
Ingrid Svensdotter var Norges drottning under en fredlig och relativt händelselös period och inte mycket är känt om hennes liv som drottning. Varken hennes personlighet eller utseende beskrivs, och det finns ingenting som antyder att hon spelade en politisk roll. Paret fick inga barn, men Olavs utomäktenskapliga son och arvinge Magnus Barfot växte upp vid hovet. 
År 1093 blev hon änka och flyttade till Sogn. Hon ska ha gift om sig med Svein Brynjulfsson på Aurland och med honom fått dottern Hallkatla, men den uppgiften har ifrågasatts.